# ADDA
ADDA – organiczny związek chemiczny z grupy β-aminokwasów, mający dwa wiązania podwójne występujący w peptydach nierybosomalnych np. w mikrocystynach.